# Akiba Maid War
Akiba Maid War (jap. アキバ冥途戦争 Akiba meido sensō) – serial anime wyprodukowany przez Cygames i studio P.A. Works, emitowany od października do grudnia 2022.

## Fabuła
Akcja rozgrywa się w 1999 roku w Akihabarze. 17-letnia Nagomi Wahira, która marzy o zostaniu wesołą i pracowitą pokojówką, rozpoczyna pracę w kawiarence o nazwie Tontotokoton. Jednak Nagomi szybko odkrywa, że świat kawiarenek z pokojówkami w Akihabarze jest o wiele bardziej bezwzględny, niż początkowo sądziła.

## Bohaterowie
- Nagomi Wahira (jap. 和平 なごみ Wahira Nagomi)

Seiyū: Reina Kondō 
- Ranko Mannen (jap. 万年 嵐子 Mannen Ranko)

Seiyū: Rina Satō 
- Yumechi (jap. ゆめち) / Yume Hiiragi (jap. 柊 結夢 Hīragi Yume)

Seiyū: Minami Tanaka 
- Shiipon (jap. しぃぽん) / Shino Goto (jap. 後藤 志乃 Gotō Shino)

Seiyū: Tomoyo Kurosawa 
- Zoya (jap. ゾーヤ)

Seiyū: Jenya 
- Yasuko Yaegashi (jap. 八重樫 靖子 Yaegashi Yasuko)

Seiyū: Ayahi Takagaki 
- Okachimachi (jap. 御徒町)

Seiyū: Aya Hirano 
- Nerula (jap. ねるら Nerura)

Seiyū: Manaka Iwami 
- Komornik (jap. 取り立て屋 Toritateya)

Seiyū: Kōki Uchiyama 
- Nagi (jap. 凪)

Seiyū: Junko Minagawa 

## Anime
Oryginalny telewizyjny serial anime został zapowiedziany 24 czerwca 2022. Seria została zanimowana przez studio P.A. Works i wyreżyserowana przez Sōichiego Masuia. Scenariusz napisał Yoshihiro Hiki, postacie zaprojektował Manabu Nii, a muzykę skomponował Yoshihiro Ike. Anime było emitowane od 7 października do 23 grudnia 2022 w stacjach Tokyo MX, BS11, KBS Kyoto i SUN. Prawa do streamingu serii w Europie i Indiach nabył Crunchyroll.

## Przedstawienie teatralne
26 grudnia 2022 ogłoszono adaptację w formie przedstawienia teatralnego. Było ono wystawiane w tokijskim teatrze Hakuhinkan od 6 do 10 września 2023.